# Явление
Явление е всяко наблюдаемо събитие .

## Значения
Основна статия: Феноменология.

### В естествените науки
Физическо явление, факт, потвърдимо събитие. В този смисъл терминът се използва без непременно да се разглеждат причините за това събитие.
Във физиката, физичните явления са обекта във всички наблюдения. Явление може да е свойство на веществата, енергия или пространство-времето, както и други.

### Във философията
Средни Векове: Феномен – обектът на чувственото съзерцание, чувствено постижимо явление.
Модерна философия: Феномен – явление, което е възможно да се постигне, чрез научен или ежедневен, преимуществено чувствен опит (Имануел Кант).
Ноумен – обект на интелектуалното съзерцание, умопостижимо явление.
Феноменът носи в себе си пълното съдържание, цялото знание за предмета: и явление, и същност.
В съвременната философия:
Феномен – вътрешен опит, който бива осъзнат, даденото, полученото от личния опит. Това значение е отразено в хусерловата феноменология.